# Notiosterrha pulcherrima
Notiosterrha pulcherrima là một loài bướm đêm trong họ Geometridae.